# Ksenija Stolbova
Ksenija Andreevna Stolbova (in russo Ксèния Андрèевна Столбòва?; San Pietroburgo, 7 febbraio 1992) è una pattinatrice artistica su ghiaccio russa.
Dal 2009 gareggia in coppia con Fëdor Klimov, con il quale ha partecipato alle Olimpiadi di Sochi 2014 vincendo la medaglia d'argento nelle coppie e l'oro nella gara a squadre. La coppia ha anche vinto l'argento ai mondiali del 2014, l'oro alla finale del Grand Prix 2015-16, due argenti e un bronzo agli europei. Sono inoltre tre volte campioni nazionali russi.

## Biografia
Dalla stagione 2006-07 alla stagione 2008-09, Stolbova pattina in categoria junior assieme ad Artur Minchuk. Dall'estate del 2009 comincia ad allenarsi a San Pietroburgo, in coppia con Klimov: in categoria junior due vincono nel 2010 i campionati russi, l'argento alla finale del Grand Prix e il bronzo ai campionati mondiali junior. Nel 2011 vincono l'argento ai campionati mondiali juniores.
Dal 2011 la coppia comincia a competere in categoria senior. La loro prima medaglia internazionale senior è il bronzo agli europei del 2012, competizione a cui la coppia partecipa per sostituire Juko Kavaguti e Aleksandr Smirnov.
Nel 2013, i due decidono di cominciare ad allenarsi a Mosca con Nina Mozer, già allenatrice di Tatiana Volosozhar e Maxim Trankov.
L'anno successivo prendono parte ai Giochi olimpici invernali di Soči 2014. Partecipano alla gara a squadre, aiutando la squadra russa a vincere l'oro, e alla competizione di coppia, dove vincono la medaglia d'argento, proprio dietro alla coppia Volosozhar/Trankov.
Ai campionati mondiali del 2014 vincono l'argento, ottenendo il loro miglior punteggio personale nel programma corto con 76.15 punti. Nel 2015 vincono la loro prima finale del Grand Prix, facendo registrare dei nuovi migliori punteggi personali nel programma libero e nel totale. In particolare, il loro miglior punteggio nel programma libero è di 154.60, a soli 0.06 punti dal record del mondo fatto registrare da Volosozhar/Trankov.
Dopo un periodo di pausa, ha iniziato a competere con Andrei Novolesov.
Il 12 febbraio 2020 ha annunciato il ritiro dall'attività agonistica.

## Palmarès
GP: Grand Prix; CS: Challenger Series; JGP: Junior Grand Prix

### Con Novoselov
| Internazionali    | Internazionali |
| Evento            | 2019–20        |
| ----------------- | -------------- |
| GP Rostelecom Cup | 5°             |
| Nazionali         |                |
| Campionati russi  | R              |

### Con Klimov

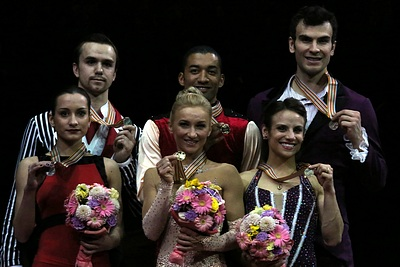
Stolbova/Klimov sul podio del Campionato del mondo 2014

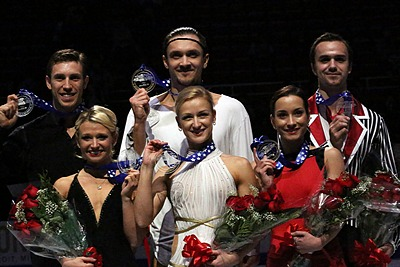
Stolbova/Klimov a Skate America 2013

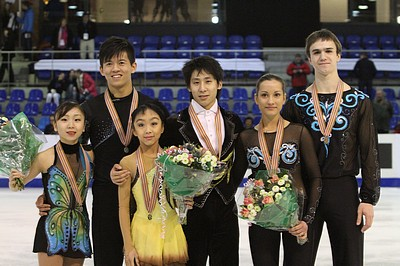
Stolbova/Klimov al Campionato del mondo junior 2010

| Internazionali | Internazionali | Internazionali | Internazionali | Internazionali | Internazionali | Internazionali | Internazionali | Internazionali | Internazionali | Internazionali |
| Evento | 2009–10        | 2010–11        | 2011–12        | 2012–13        | 2013–14        | 2014–15        | 2015–16        | 2016–17        | 2017–18        | 2018–19        |
| --- | -------------- | -------------- | -------------- | -------------- | -------------- | -------------- | -------------- | -------------- | -------------- | -------------- |
| Giochi olimpici invernali                                                                                                  |                |                |                |                | 2°             |                |                |                |                |                |
| Campionati mondiali |                |                |                |                | 2°             |                | 4°             | 5°             | R              |                |
| Campionati europei |                |                | 3°             | 6°             | 2°             | 2°             | R              | 4°             | 2°             |                |
| GP Finale |                |                |                |                |                | 2°             | 1°             |                | 4°             |                |
| GP Trophée Eric Bompard |                |                | 7°             | 5°             |                | 1°             |                |                |                |                |
| GP Cup of China |                |                |                | 3°             |                |                |                |                |                |                |
| GP NHK Trophy |                |                |                |                |                |                |                | R              | 2°             |                |
| GP Rostelecom Cup |                |                | 4°             |                | 4°             | 1°             | 1°             | R              | 2°             |                |
| GP Skate America |                | 5°             |                |                | 3°             |                | 4°             |                |                |                |
| GP Finlandia Trophy |                |                |                |                |                |                |                |                | 3°             |                |
| GP Nepela Trophy |                |                |                |                |                |                | 1°             |                |                |                |
| Universiadi |                |                |                |                | 1°             |                |                |                |                |                |
| Bavarian Open |                |                |                | 1°             |                |                |                |                |                |                |
| Cup of Nice |                |                |                | 2°             |                |                |                |                |                |                |
| Warsaw Cup |                |                |                |                | 1°             |                |                |                |                |                |
| Internazionali: Junior |                |                |                |                |                |                |                |                |                |                |
| Evento | 2009–10        | 2010–11        | 2011–12        | 2012–13        | 2013–14        | 2014–15        | 2015–16        | 2016–17        | 2017–18        | 2018–19        |
| Campionati mondiali | 3°             | 2°             |                |                |                |                |                |                |                |                |
| JGP Finale | 7°             | 2°             |                |                |                |                |                |                |                |                |
| JGP Austria |                | 1°             |                |                |                |                |                |                |                |                |
| JGP Bielorussia | 7°             |                |                |                |                |                |                |                |                |                |
| JGP Gran Bretagna |                | 1°             |                |                |                |                |                |                |                |                |
| JGP U.S.A. | 2°             |                |                |                |                |                |                |                |                |                |
| Nazionali |                |                |                |                |                |                |                |                |                |                |
| Campionati russi |                | 6°             | 2°             | 3°             | 1°             | 1°             |                | 1°             | 2°             |                |
| Campionati russi | 1°             | 1°             |                |                |                |                |                |                |                |                |
| Eventi a squadre |                |                |                |                |                |                |                |                |                |                |
| Giochi olimpici invernali                                                                                                  |                |                |                |                | 1° S 1° P      |                |                |                |                |                |
| Team Challenge Cup |                |                |                |                |                |                | 2° S 2° P      |                |                |                |
| R = Ritirati; S = Risultato della squadra; P = Risultato personale. Medaglie assegnate solo per il risultato della squadra |                |                |                |                |                |                |                |                |                |                |

### Con Minchuk
| Nazionali               | Nazionali | Nazionali | Nazionali |
| Evento                  | 2006–07   | 2007–08   | 2008–09   |
| ----------------------- | --------- | --------- | --------- |
| Campionati russi        |           |           | 11°       |
| Campionati russi junior | 12°       | 10°       |           |

### Individuale femminile
| Internazionali          | Internazionali | Internazionali |
| Evento                  | 2004–05        | 2005–06        |
| ----------------------- | -------------- | -------------- |
| Cup of Nice             | 3° N           |                |
| Nazionali               |                |                |
| Campionati russi junior |                | 16°            |
| N = Categoria Novice    |                |                |